# Ross Sutton
Ross Edward Sutton (Guyra, 7 gennaio 1938 – 22 luglio 2000) è stato un arciere e schermidore australiano. Fu il primo australiano a vincere una medaglia d'oro paralimpica.

## Biografia
Ross Sutton nacque da Edward e Ivy, primo di cinque figli. Sua madre morì quando Ross aveva 12 anni e lui dovette aiutare il padre a mandare avanti la fattoria di famiglia a Guyra, nel Nuovo Galles del Sud. A 15 anni, la famiglia si trasferì a Armidale.
Il 20 aprile 1958, il ventunenne Sutton fu coinvolto in un incidente aereo mentre si trovava su un Tiger Moth a Boorolong ad Armidale mentre prendeva lezioni di volo. A causa dell'incidente, fu ricoverato in un ospedale di Sydney per farsi curare dalle lesioni al viso e alla colonna vertebrale. Riuscì a sopravvivere ma rimase paralizzato.
Durante la permanenza in un centro di riabilitazione, Sutton frequentò con successo un corso di orologeria. In seguito, gli fu consigliato di praticare sport per fisioterapia. Ciò gli permise di gareggiare in diversi sport tra cui tiro con l'arco, basket, freccette, scherma, giavellotto, lancio del peso e ping pong.
Nel 1964, Sutton sposò Josephine Lavender e con lei adottò tre figli: Stuart, Yvette ed Iletta. Morì nel 2000, solo due mesi prima di portare la torcia olimpica nell'ultimo giorno di staffetta a Sydney per i Giochi del 2000. Al suo posto come tedoforo ci fu il figlio Stuart.

### Carriera
Sutton partecipò ai I Giochi paralimpici estivi di Roma 1960 dopo aver subito due mesi di riabilitazione. Vinse la medaglia d'oro nel tiro con l'arco nella prova St Nicholas. Questa medaglia rappresenta la prima affermazione paralimpica per l'Australia nonché l'unica medaglia paralimpica vinta da Ross Sutton. Due anni dopo, partecipò ai Giochi paraplegici del Commonwealth, dove vinse una medaglia d'oro nel tiro del dardo, un argento nella scherma e due bronzi nel tiro con l'arco.
La famiglia di Sutton donò la sua medaglia d'oro, due archi, una scatola di frecce e vari pezzi di equipaggiamento per il tiro con l'arco al Comitato paralimpico australiano (APC), in quello che è probabilmente il pezzo più significativo di cimeli sportivi nella collezione dell'APC. La sua medaglia e il suo equipaggiamento furono esposti al Museo Nazionale dello Sport. Nel 2013, l'allora amministratore delegato del Comitato paralimpico australiano, Jason Hellwig, dichiarò che "i successi di Ross, Daphne e di tutti i nostri primi paralimpici sono storicamente significativi per l'Australia, non solo perché hanno vinto le nostre prime medaglie d'oro paralimpiche ma anche perché i loro risultati hanno segnato un punto di svolta e un progresso positivo per le persone con disabilità in questo Paese".

## Palmarès
| Anno | Manifestazione     | Sede | Evento                                 | Risultato | Prestazione | Note |
| ---- | ------------------ | ---- | -------------------------------------- | --------- | ----------- | ---- |
| 1960 | Giochi paralimpici | Roma | Tiro con l'arco - St Nicholas maschile | Oro       |             |      |